# ۹۷۸ (قمری)
۹۷۸ (قمری)، نهصد و هفتاد و هشتمین سال در گاهشماری هجری قمری است. اول محرم این سال برابر با پانزدهم ژوئن سال ۱۵۷۰ میلادی است.

## زادگان
- 1 رمضان- شاه عباس بزرگ : پنجمین پادشاه سلسله صفویه در ایران.

## وابسته
- شاه عباس یکم